# 大河沿镇
大河沿镇，是中华人民共和国新疆维吾尔自治区吐鲁番市高昌区下辖的一个乡镇级行政单位。

## 行政区划
大河沿镇下辖以下地区：
新区社区、铁路社区和复兴社区。